# ЭСПОЛИ
«Эсполи» (исп. Club Deportivo ESPOLI) — эквадорский футбольный клуб из города Кито. В настоящий момент выступает в Третьем дивизионе («Вторая категория») чемпионата Эквадора.

## История
Клуб основан 5 февраля 1986 года домашние матчи проводит на стадионе «Это Вега», вмещающем 12 000 зрителей. Клуб принадлежит полицейской академии Кито, по сокращённому наименованию которой и носит своё название. Главного своего успеха клуб добился в 1995 году, когда стал вторым в чемпионате Эквадора, этот успех позволил ЭСПОЛИ на следующий год принять участие в розыгрыше Кубка Либертадорес, в котором он дошёл до 1/8 финала.

## Достижения
- Вице-чемпион Эквадора (1): 1995

## Участие в южноамериканских кубках
- Кубок Либертадорес (1):
  - 1/8 финала — 1996